# Citânia de Briteiros

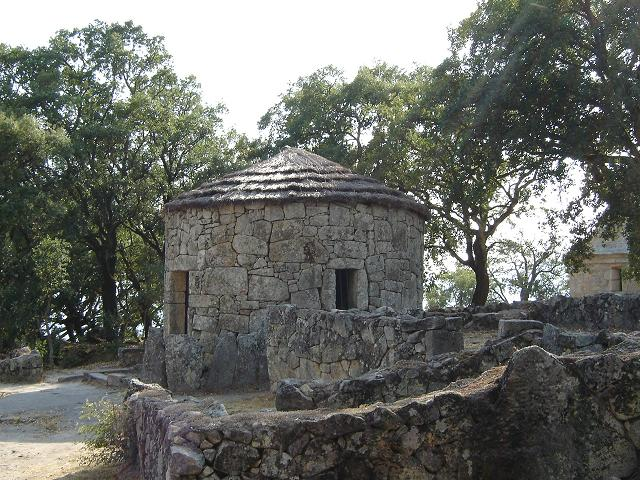
Citânia de Briteiros: casa reconstruïda

La citânia o castre de Briteiros (en portuguès citânia de Briteiros) és una localitat arqueològica portuguesa de l'edat del ferro, situada a la part alta de la muntanya de São Romão, a la freguesia de Salvador de Briteiros, municipi de Guimarães (a 15 km al nord-oest d'aquesta última localitat). És un castre amb les característiques generals d'aquesta cultura del nord-oest de la península Ibèrica.

## Descripció
Les ruïnes, descobertes per l'arqueòleg portugués Martins Sarmento al 1875, són les restes d'una població emmurallada amb trets culturals celtes. La citânia es troba al cim de la muntanya, tal com ocorre amb molts castres. N'hi ha, realment, tres muralles, amb una mitjana de 2 m d'amplària i 5 m d'altura.
La influència de la romanització arriba a Briteiros al s. I ae, i es manifesta en molts vestigis, com ara inscripcions llatines, monedes de la república i de l'imperi, fragments de ceràmica importada (terra sigillata), vidre, etc. La influència indígena es mostra en la disposició topogràfica de la població, el traçat de les muralles, la planta circular, el procés constructiu de les cases i per la decoració amb motius geomètrics.

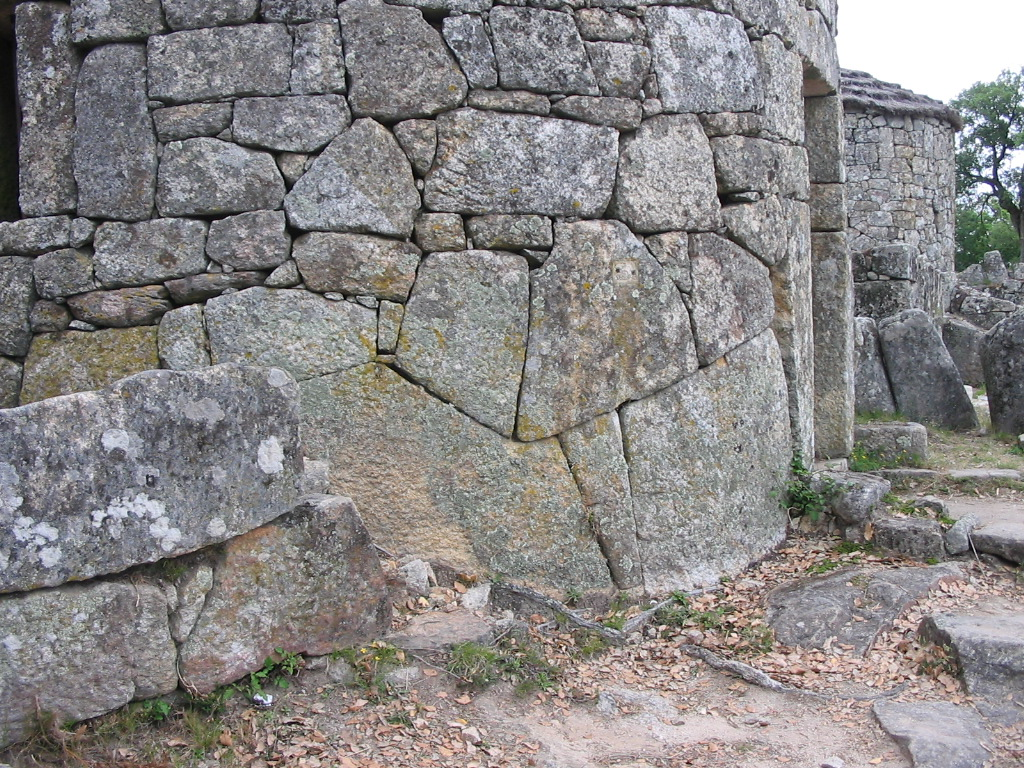
Citânia de Briteiros: detall del carreuat a la base del mur d'una casa

A la zona hi ha altres vestigis de la mateixa època, com els castres de Barcelos o Sanfins. Les restes de cultures més antigues donen testimoniatge del primitivisme dels orígens de la citânia de Briteiros: instruments de pedra eneolítics o de l'edat del bronze inicial. D'altra banda, les «mamoas» (dòlmens recoberts amb pedres formant túmuls, mammulus) i gravats rupestres a la rodalia, mostren l'existència d'una cultura autòctona prèvia a la romana. Aquest castre s'abandonà definitivament al s. III.
Algunes interpretacions recents atribueixen al castre de Briteiros el paper de capital política dels Callaeci Bracari a l'inici del s. I de, i es reunia el consilium gentis a la gran casa circular de bancs adossats a les parets.
Està classificada per l'Institut Portugués del Patrimoni Arquitectònic com a Monument Nacional des de 1910.

## Banys de vapor

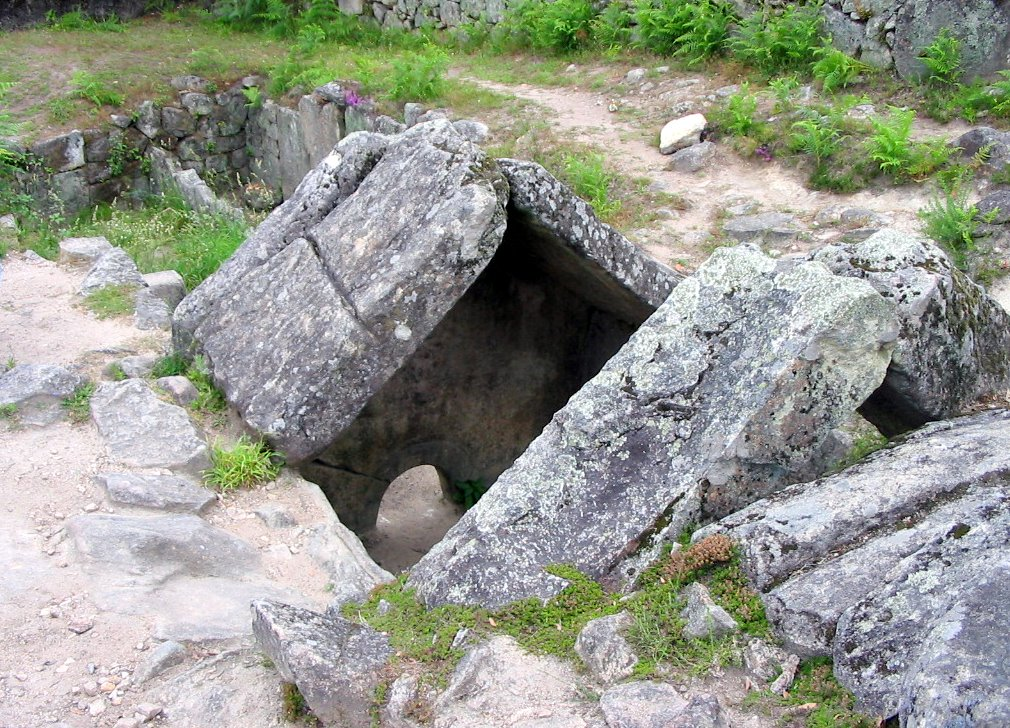
Citânia de Briteiros: balneari sud-oest. En primer terme la sauna, al fons l'atri amb els tancs per a l'aigua freda (la cambra intermèdia queda oculta per la perspectiva)

Uns dels monuments preromans més sorprenents en són els balnearis, situats a les parts més baixes de l'assentament. Hi hagué almenys dos balnearis a la citânia de Briteiros, un al sud-oest, el millor conservat, i un altre a l'est. Abans es pensava que aquestes saunes eren construccions de caràcter funerari, crematoris.

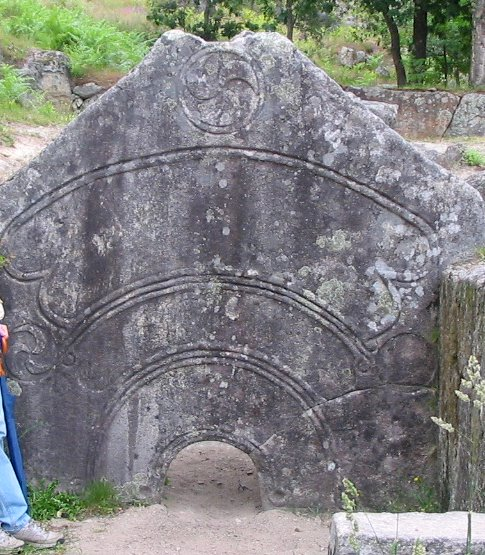
Citânia de Briteiros: balneari sud-oest, detall de la pedra formosa

Constaven de tres cambres: un atri amb tancs d'aigua freda, una avantcambra i la sauna. La separació entre l'avantcambra i la sauna es feia amb una estela de roca ornamentada de forma pentagonal (la pedra formosa), amb una petita obertura semicircular a la base per poder passar d'una sala a una altra, reduint així la pèrdua de calor. La cambra interior, la sauna, servia per a prendre banys de vapor tirant aigua sobre pedres calentes; la coberta estava formada per grans lloses a dues aigües i el seu extrem final era semicircular (a manera d'absis) i rematat per una falsa volta.
El balneari sud-oest es conserva pràcticament complet, amb la pedra formosa in situ.